# Колючі чагарники долини Мотагуа
Колючі чагарники долини Мотагуа (ідентифікатор WWF: NT0312) — неотропічний екорегіон пустель і склерофітних чагарників, розташований в Гватемалі.

## Географія
Екорегіон колючих чагарників долини Мотагуа охоплює центральну частину долини Мотагуа, найбільшої річки Гватемали, яка протікає з південного заходу на північний схід та впадає у Карибське море. Ця долина має тектонічне походження: вона простягається уздовж розлому Мотагуа, який лежить на межі між Північноамериканською та Карибською плитами. З півночі долина Мотагуа оточена горами Сьєрра-де-лас-Мінас, висота яких досягає 3000 м над рівнем моря, а з півдня — горами Сьєрра-дель-Мерендон, висота яких досягає 2000 м над рівнем моря.
Долина Мотагуа є одним з найпосушливіших регіонів Центральної Америки. Склерофітна рослинність екорегіону різко контрастує з хмарними лісами, поширеними у навколишніх високогір'ях, де випадає удесятеро більше опадів. Ці гори є частиною екорегіонів центральноамериканських гірських лісів та центральноамериканських сосново-дубових лісів. На сході, у нижній течії Мотагуа, розташований екорегіон центральноамериканських атлантичних вологих лісів.

## Клімат
В межах екорегіону переважає саванний клімат (Aw за класифікацією кліматів Кеппена). Середньорічна кількість опадів в регіоні становить менше 500 мм, більшість з яких випадає під час короткого вологого сезону з червня по серпень. Протягом решти року триває сухий сезон. Температура в регіоні становить близько 20 °C, однак іноді вона може перевищувати 40 °C.

## Флора і фауна
Рослинність екорегіону пристосована до його посушливого клімату та піщаних ґрунтів. Вона переважно складається з колючих чагарників, таких як священні гуаякові дерева (Guaiacum sanctum), різноманітні акації (Acacia spp.) та представники родини Бобові (Fabaceae), а також з кактусів, таких як білоголові волохаті кактуси (Pilosocereus leucocephalus), гватемальські нічні кактуси (Acanthocereus hirschtianus) та різноманітні опунції (Opuntia spp.). Ці чагарники різко контрастують з багатими вічнозеленими прибережними лісами, поширеними у долинах річок.
Серед поширених в екорегіоні ссавців слід відзначити білохвостого оленя (Odocoileus virginianus), койота (Canis latrans), сіру лисицю (Urocyon cinereoargenteus), білоносу носуху (Nasua narica), довгохвостого скунса (Mephitis macroura), неотропічну видру (Lontra longicaudis), південного опосума (Didelphis marsupialis), дев'ятипоясного броненосця (Dasypus novemcinctus), північного тамандуа (Tamandua mexicana) та ямайського плодоїда (Artibeus jamaicensis). Раніше в долині Мотагуа зустрічалися ягуари (Panthera onca) та центральноамериканські тапіри (Tapirus bairdii), однак наразі вони тут вимерли.
У чагарниках долини Мотагуа зустрічається 75 видів птахів, зокрема строкатоголові талпакоті (Columbina passerina), мексиканські горлички-інки (Columbina inca), малі таязури-подорожники (Geococcyx velox), руді амазилії (Amazilia rutila), руді сичики-горобці (Glaucidium brasilianum), рудочереві момоти (Eumomota superciliosa), мексиканські аратинги (Eupsittula canicularis), тропічні тирани (Tyrannus melancholicus), білогорлі сойки (Cyanocorax formosus), білощокі комароловки (Polioptila albiloris), чорноволі трупіали (Icterus gularis), плямистоволі трупіали (Icterus pectoralis), руді пінсони (Aimophila rufescens), пурпурові скригнатки (Passerina versicolor) та якарини (Volatinia jacarina). Ендеміками екорегіону є підвид мексиканського момота Momotus mexicanus castaneiceps та підвид рудоспинного різжака Momotus mexicanus xerophilus.
Герпетофауна екорегіону також включає низку ендемічних видів, зокрема мотагуанську шипохвосту ігуану (Ctenosaura palearis), мотагуанську лускату ящірку (Heloderma charlesbogerti), мотагуанську буру змію (Rhadinella xerophila) та мотагуанську жабу (Craugastor inachus).

## Збереження
Більша частина природного рослинного покриву екорегіону була знищена та перетворена на сільськогосподарські угіддя, зокрема на кукурудзяні та картопляні поля, кавові плантації та пасовища. Залишки сухих чагарників збереглися переважно на схилах пагорбів.
Оцінка 2017 року показала, що 447 км², або 19 % екорегіону, є заповідними територіями. Природоохоронні території включають: Національний парк Серро-Мірамундо, а також кілька регіональних муніципальних парків та приватних природних заповідників.